# Metter
Metter – miasto w Stanach Zjednoczonych, w stanie Georgia, siedziba administracyjna hrabstwa Candler.